# Danh sách sân bay Paris
Aéroports de Paris, công ty hàng không Paris, quản lý 14 sân bay dân dụng thuộc vùng Île-de-France. Charles-de-Gaulle, sân bay chính của Paris nằm cách thành phố 25 km về phía Đông Bắc. Trước Charles-de-Gaulle, Le Bourget và Orly lần lượt là sân bay chính của Paris.
Ngoài ba sân bay lớn này, 10 sân bay khác của Aéroports de Paris nằm rải rác trong vùng Île-de-France. Paris cũng có một sân bay trực thăng, Issy-les-Moulineaux, nằm ở khu vực giao giữa Quận 15 với Issy-les-Moulineaux. Sân bay Paris Beauvais Tillé thuộc vùng Hauts-de-France, không do Aéroports de Paris quản lý, nhưng cũng phục vụ cho Paris.

## Danh sách

### Sân bay lớn
| Sân bay quốc tế Charles-de-Gaulle - Val-d'Oise, cách Paris 25 km Diện tích: 3 200 ha Số đường băng: |
| Sân bay Paris-Orly - Val-de-Marne, cách Paris 14 km Diện tích: 1 528 ha Số đường băng:              |

| Sân bay Paris-Le Bourget - Seine-Saint-Denis, cách Paris 12 km Diện tích: 550 ha Số đường băng: |

### Sân bay nhỏ
| Sân bay Meaux-Esbly - Seine-et-Marne, cách Meaux 5 km Diện tích: 102 ha Số đường băng: 4                 |
| Sân bay Pontoise-Cormeilles en Vexin - Val d’Oise, cách Pontoise 7 km Diện tích: 235 ha Số đường băng: 2 |
| Sân bay Toussus-Le-Noble - Yvelines, cách Versailles 6 km Diện tích: 166 ha Số đường băng: 2             |
| Sân bay Chavenay-Villepreux - Yvelines, cách Versailles 12 km Diện tích: 47 ha Số đường băng: 2          |
| Sân bay Chelles le Pin - Seine et Marne, cách Chelles 2 km Diện tích: 31 ha Số đường băng: 2             |

| Sân bay Coulommiers-Voisins - Seine et Marne, cách Coulommiers 7 km Diện tích: 303 ha Số đường băng: 4     |
| Sân bay Etampes-Mondésir - Essonne, cách Etampes 7 km Diện tích: 112 ha Số đường băng: 2                   |
| Sân bay Lognes-Emerainville - Seine et Marne, cách Paris 28 km Diện tích: 86 ha Số đường băng: 2           |
| Sân bay Persan-Beaumont Vexin - Val d’Oise, cách Beaumont-sur-Oise 3 km Diện tích: 139 ha Số đường băng: 4 |
| Sân bay Saint-Cyr - Yvelines, cách Versailles 4 km Diện tích: 75 ha Số đường băng: 2                       |

### Sân bay trực thăng
| \| Sân bay trực thăng Issy-les-Moulineaux - Issy-les-Moulineaux Kích thước: 350 × 50 m Bãi đậu: 2 000 m² \| |
| Sân bay trực thăng Issy-les-Moulineaux - Issy-les-Moulineaux Kích thước: 350 × 50 m Bãi đậu: 2 000 m²       |